# Vicenza Calcio 2007-2008
Questa pagina raccoglie i dati riguardanti il Vicenza Calcio nelle competizioni ufficiali della stagione 2007-2008.

## Stagione
Nella stagione 2007-2008 il Vicenza disputò il campionato di Serie B, ottenendo il 17º posto con 45 punti, frutto di 10 vittorie, 15 pareggi e 17 sconfitte. Allenato da Angelo Gregucci partì male in campionato con solo tre vittorie e 16 punti raccolti nel girone di andata, con la scoppola del 5-1 subita a Rimini. La piazza contestò il presidente Sergio Cassingena, che abbandonò la nave biancorossa, e lasciò la poltrona a Gian Luigi Polato. Nel girone di ritorno arrivarono due ottimi rinforzi, Davide Matteini e Riccardo Zampagna che con le loro reti, diedero man forte a Stefan Schwoch giunto alla sua stagione d'addio. Il campionato per il Vicenza si chiuse di fatto alla penultima giornata, quando riuscì ad agguantare anticipatamente la salvezza battendo allo Stadio Menti il Ravenna (1-0), anche perché per la prima volta non si disputarono i Play-out, in quanto il divario tra quart'ultima e quint'ultima fu superiore ai 5 punti. 
Un caro ricordo per i tifosi biancorossi risale al 18 marzo 2008, durante la partita disputata a Modena e pareggiata (1-1), nella quale Piermario Morosini realizzò la sua prima e purtroppo unica rete nei tornei professionistici, poiché mancato prematuramente quattro anni dopo, il 14 aprile 2012. Nella Coppa Italia il Vicenza superò il primo turno, vincendo (3-4) ai calci di rigore a Messina, poi nel secondo turno uscì dal torneo, sconfitto (2-0) a Bari.

## Divise e sponsor
Le maglie disegnate ora da Diadora, sono caratterizzate da strisce biancorosse molto larghe e in dissolvenza, con le scritte degli Sponsor.
Lo Sponsor ufficiale: Fiera di Vicenza - Lo Sponsor tecnico: Diadora

## Rosa
Rosa tratta dal sito ufficiale.
| N. |                   | Ruolo | Calciatore          |
| -- | ----------------- | ----- | ------------------- |
| 1  | Italia (bandiera) | P     | Giacomo Pozzer      |
| 2  | Italia (bandiera) | D     | Andrea Tecchio      |
| 3  | Italia (bandiera) | D     | Francesco Scardina  |
| 4  | Italia (bandiera) | C     | Luca Rigoni         |
| 5  | Italia (bandiera) | C     | Salvatore Masiello  |
| 6  | Italia (bandiera) | D     | Mirko Cudini        |
| 7  | Italia (bandiera) | C     | Cristian Raimondi   |
| 8  | Italia (bandiera) | A     | Matteo Serafini     |
| 8  | Italia (bandiera) | C     | Antonino Bernardini |
| 9  | Italia (bandiera) | A     | Stefan Schwoch      |
| 10 | Italia (bandiera) | C     | Nicola Zanini       |
| 11 | Italia (bandiera) | A     | Davide Matteini     |
| 11 | Italia (bandiera) | A     | Ferdinando Sforzini |
| 12 | Italia (bandiera) | P     | Adriano Zancopè     |
| 13 | Grecia (bandiera) | D     | Evangelos Nastos    |
| 14 | Italia (bandiera) | D     | Daniele Martinelli  |
| 15 | Italia (bandiera) | A     | Mattia Minesso      |
| 16 | Spagna (bandiera) | C     | Luis Helguera       |
| 17 | Italia (bandiera) | C     | Andrea Giacomini    |
| 17 | Italia (bandiera) | C     | Marco Zentil        |

| N. |                      | Ruolo | Calciatore           |
| -- | -------------------- | ----- | -------------------- |
| 18 | Italia (bandiera)    | A     | Nicola Dal Bosco     |
| 18 | Italia (bandiera)    | C     | Gianpietro Perrulli  |
| 19 | Argentina (bandiera) | C     | Nicolás Gorobsov     |
| 20 | Italia (bandiera)    | A     | Simone Cavalli       |
| 20 | Italia (bandiera)    | A     | Riccardo Zampagna    |
| 21 | Italia (bandiera)    | P     | Marco Fortin         |
| 22 | Italia (bandiera)    | C     | Emanuele Pesoli      |
| 23 | Italia (bandiera)    | D     | David Giubilato      |
| 23 | Italia (bandiera)    | C     | Giovanni Passiglia   |
| 24 | Italia (bandiera)    | C     | Nicola Rigoni        |
| 25 | Italia (bandiera)    | C     | Piermario Morosini   |
| 28 | Italia (bandiera)    | D     | Davide Brivio        |
| 30 | Italia (bandiera)    | A     | Andrea Capone        |
| 31 | Italia (bandiera)    | D     | Emanuele Terranova   |
| 32 | Italia (bandiera)    | D     | Riccardo Fissore     |
| 38 | Italia (bandiera)    | D     | Federico Gabrieli    |
| 55 | Italia (bandiera)    | D     | Michelangelo Minieri |
| 77 | Italia (bandiera)    | D     | Marco Andreolli      |
| 79 | Italia (bandiera)    | C     | Mattia Marchesetti   |
| 99 | Italia (bandiera)    | P     | Matteo Guardalben    |

## Risultati

### Serie B

#### Girone di andata
| Arbitro: | De Marco (Chiavari) |

|                           |           |  |
| Taddei 25’ Possanzini 68’ | Marcatori |  |

| Arbitro: | Squillace (Catanzaro) |

|             |           |             |
| Schwoch 39’ | Marcatori | 71’ Cellini |

| Arbitro: | Palanca (Roma) |

|                        |           |  |
| Rajcic 18’ Galasso 28’ | Marcatori |  |

| Vicenza 15 settembre 2007 4ª giornata | Vicenza        | 0 – 0 | Mantova | Stadio Romeo Menti\| Arbitro: \| Romeo (Verona) \| |
| Arbitro:                              | Romeo (Verona) |       |         |                                                    |

| Arbitro: | C. Russo (Nola) |

|                                             |           |                               |
| Cortellini 9’ De Feudis 13’ Moscardelli 80’ | Marcatori | 18’, 88’ Scardina 74’ Schwoch |

| Arbitro: | Lops (Torino) |

|            |           |              |
| Capone 58’ | Marcatori | 71’ Bernacci |

| Arbitro: | Scoditti (Bologna) |

|                            |           |            |
| Dall'Acqua 59’, 84’ (rig.) | Marcatori | 61’ Capone |

| Arbitro: | Ciampi (Roma) |

|                                  |           |                                 |
| L. Rigoni 48’ Schwoch 84’ (rig.) | Marcatori | 64’ Petras 90+4’ (rig.) Sgrigna |

| Arbitro: | Brighi (Cesena) |

|                       |           |                                            |
| P. Barreto 76’ (rig.) | Marcatori | 19’ Schwoch 54’ (aut.) Baccin 73’ Sforzini |

| Arbitro: | Velotto (Grosseto) |

|                 |           |                  |
| Giubilato 90+2’ | Marcatori | 19’, 21’ Pinardi |

| Vicenza 27 ottobre 2007 11ª giornata | Vicenza             | 0 – 0 | Spezia | Stadio Romeo Menti\| Arbitro: \| Gervasoni (Mantova) \| |
| Arbitro:                             | Gervasoni (Mantova) |       |        |                                                         |

| Arbitro: | Salati (Trento) |

|  |           |                         |
|  | Marcatori | 45’ Capone 56’ Sforzini |

| Arbitro: | Mazzoleni (Bergamo) |

|              |           |                                              |
| L. Rigoni 8’ | Marcatori | 13’ (rig.) Castillo 29’ Kutuzov 90+4’ Rajczi |

| Arbitro: | Cavarretta (Trapani) |

|                                |           |  |
| Pellicori 47’, 86’ Salgado 74’ | Marcatori |  |

| Arbitro: | Palanca (Roma) |

|  |           |                    |
|  | Marcatori | 89’ (aut.) Fissore |

| Arbitro: | Ciampi (Roma) |

|                                                                 |           |              |
| Ricchiuti 14’ Pagano 17’ Jeda 31’ Vantaggiato 76’ Valiani 90+2’ | Marcatori | 18’ Scardina |

| Arbitro: | De Marco (Chiavari) |

|  |           |               |
|  | Marcatori | 62’ Marazzina |

| Frosinone 15 dicembre 2007 18ª giornata | Frosinone     | 0 – 0 | Vicenza | Stadio Matusa\| Arbitro: \| Lops (Torino) \| |
| Arbitro:                                | Lops (Torino) |       |         |                                              |

| Arbitro: | Dondarini (Finale Emilia) |

|            |           |                                |
| Capone 66’ | Marcatori | 58’, 79’ Pellissier 90’ Obinna |

| Arbitro: | Tagliavento (Terni) |

|  |           |              |
|  | Marcatori | 27’ Zampagna |

| Arbitro: | De Marco (Chiavari) |

|              |           |                                 |
| Masiello 35’ | Marcatori | 65’, 72’ Tiribocchi 90+2’ Vives |

#### Girone di ritorno
| Arbitro: | Ayroldi (Molfetta) |

|              |           |               |
| Masiello 43’ | Marcatori | 21’ Zambrella |

| Bergamo 2 febbraio 2008 23ª giornata | AlbinoLeffe   | 0 – 0 | Vicenza | Stadio Atleti Azzurri d'Italia\| Arbitro: \| Ciampi (Roma) \| |
| Arbitro:                             | Ciampi (Roma) |       |         |                                                               |

| Arbitro: | Stefanini (Prato) |

|                             |           |                                  |
| Bernardini 48’ Zampagna 63’ | Marcatori | 29’ Santoruvo 36’, 81’ Lanzafame |

| Arbitro: | Lops (Torino) |

|                                 |           |                                   |
| Do Prado 71’ Schwoch 90’ (aut.) | Marcatori | 19’, 72’ C. Raimondi 38’ Matteini |

| Arbitro: | Pierpaoli (Firenze) |

|              |           |  |
| Matteini 86’ | Marcatori |  |

| Arbitro: | Pinzani (Empoli) |

|             |           |  |
| Guberti 83’ | Marcatori |  |

| Vicenza 1º marzo 2008 28ª giornata | Vicenza        | 0 – 0 | Grosseto | Stadio Romeo Menti\| Arbitro: \| Marelli (Como) \| |
| Arbitro:                           | Marelli (Como) |       |          |                                                    |

| Arbitro: | Herberg (Messina) |

|                                                       |           |               |
| L. Della Rocca 30’ Granoche 33’, 56’, 84’ Testini 65’ | Marcatori | 8’ Bernardini |

| Vicenza 15 marzo 2008 30ª giornata | Vicenza           | 0 – 0 | Treviso | Stadio Romeo Menti\| Arbitro: \| Trefoloni (Siena) \| |
| Arbitro:                           | Trefoloni (Siena) |       |         |                                                       |

| Arbitro: | Lops (Torino) |

|           |           |                |
| Longo 66’ | Marcatori | 45+3’ Morosini |

| Arbitro: | Dondarini (Finale Emilia) |

|                    |           |            |
| Eliakwu 34’ (rig.) | Marcatori | 18’ Capone |

| Arbitro: | Giannoccaro (Lecce) |

|                                  |           |             |
| Zampagna 58’, 78’ Matteini 90+5’ | Marcatori | 18’ Cordova |

| Arbitro: | Marelli (Como) |

|            |           |           |
| D'Anna 48’ | Marcatori | 9’ Cudini |

| Arbitro: | Tagliavento (Terni) |

|                             |           |               |
| Matteini 48’ Bernardini 59’ | Marcatori | 26’ Pellicori |

| Arbitro: | Cavarretta (Trapani) |

|              |           |              |
| Guzman 90+2’ | Marcatori | 56’ Zampagna |

| Arbitro: | Pierpaoli (Firenze) |

|                                         |           |                               |
| Terranova 49’ Matteini 60’ Masiello 63’ | Marcatori | 42’ Pagano 87’ (rig.) Porchia |

| Arbitro: | Ciampi (Roma) |

|           |           |  |
| Moras 43’ | Marcatori |  |

| Arbitro: | Valeri (Roma) |

|                            |           |            |
| Masiello 26’ Terranova 54’ | Marcatori | 67’ Evacuo |

| Arbitro: | Damato (Barletta) |

|                                     |           |            |
| Andreolli 11’ (aut.) Pellissier 57’ | Marcatori | 63’ Capone |

| Arbitro: | Girardi (San Donà di Piave) |

|              |           |  |
| Zampagna 54’ | Marcatori |  |

| Arbitro: | Brighi (Cesena) |

|            |           |  |
| Angelo 18’ | Marcatori |  |

### Coppa Italia

#### Primo turno
| Arbitro: | Cavarretta (Trapani) |

|                                        |                      |                                            |
| Degano 36’ Lazzari 73’                 | Marcatori            | 77’ Raimondi 90’ Scardina                  |
| Degano Lazzari Parisi D'Aversa Coppola | Tiri di rigore 3 – 4 | Serafini Cudini Cavalli Helguera L. Rigoni |

#### Secondo turno
| Arbitro: | Scoditti (Bologna) |

|                             |           |  |
| Lanzafame 40’ Santoruvo 57’ | Marcatori |  |

## Statistiche

### Statistiche di squadra
| Competizione | Punti | In casa | In casa | In casa | In casa | In casa | In casa | In trasferta | In trasferta | In trasferta | In trasferta | In trasferta | In trasferta | Totale | Totale | Totale | Totale | Totale | Totale | DR  |
| Competizione | Punti | G       | V       | N       | P       | Gf      | Gs      | G            | V            | N            | P            | Gf           | Gs           | G      | V      | N      | P      | Gf     | Gs     | DR  |
| ------------ | ----- | ------- | ------- | ------- | ------- | ------- | ------- | ------------ | ------------ | ------------ | ------------ | ------------ | ------------ | ------ | ------ | ------ | ------ | ------ | ------ | --- |
| Serie B      | 45    | 21      | 6       | 8       | 7       | 23      | 26      | 21           | 4            | 7            | 10           | 20           | 34           | 42     | 10     | 15     | 17     | 43     | 60     | -17 |
| Coppa Italia | -     | 0       | 0       | 0       | 0       | 0       | 0       | 2            | 1            | 0            | 1            | 2            | 4            | 2      | 1      | 0      | 1      | 2      | 4      | -2  |
| Totale       | -     | 21      | 6       | 8       | 7       | 23      | 26      | 23           | 5            | 7            | 11           | 22           | 38           | 44     | 11     | 15     | 18     | 45     | 64     | -19 |

### Statistiche dei giocatori
In corsivo i giocatori ceduti a stagione in corso.
| Giocatore      | Serie B  | Serie B | Serie B     | Serie B    | Coppa Italia | Coppa Italia | Coppa Italia | Coppa Italia | Totale   | Totale | Totale      | Totale     |
| Giocatore      | Presenze | Reti    | Ammonizioni | Espulsioni | Presenze     | Reti         | Ammonizioni  | Espulsioni   | Presenze | Reti   | Ammonizioni | Espulsioni |
| -------------- | -------- | ------- | ----------- | ---------- | ------------ | ------------ | ------------ | ------------ | -------- | ------ | ----------- | ---------- |
| M. Fortin      | 18       | -20     | 0           | 0          | -            | -            | -            | -            | 18       | -20    | 0           | 0          |
| M. Guardalben  | 10       | -16     | 0           | 0          | 2            | -4           | 0            | 0            | 12       | -20    | 0           | 0          |
| G. Pozzer      | 0        | 0       | 0           | 0          | -            | -            | -            | -            | 0        | 0      | 0           | 0          |
| A. Zancopè     | 16       | -24     | 0           | 0          | 0            | 0            | 0            | 0            | 16       | -24    | 0           | 0          |
| M. Andreolli   | 3        | 0       | 0           | 0          | -            | -            | -            | -            | 3        | 0      | 0           | 0          |
| D. Brivio      | 27       | 0       | 5           | 0          | 2            | 0            | 0            | 0            | 29       | 0      | 5           | 0          |
| M. Cudini      | 33       | 1       | 8           | 1          | 2            | 0            | 1            | 0            | 35       | 1      | 9           | 1          |
| R. Fissore     | 2        | 0       | 1           | 0          | -            | -            | -            | -            | 2        | 0      | 1           | 0          |
| F. Gabrieli    | -        | -       | -           | -          | 0            | 0            | 0            | 0            | 0        | 0      | 0           | 0          |
| D. Giubilato   | 7        | 1       | 5           | 0          | -            | -            | -            | -            | 7        | 1      | 5           | 0          |
| D. Martinelli  | 28       | 0       | 8           | 0          | 1            | 0            | 0            | 0            | 29       | 0      | 8           | 0          |
| M. Minieri     | 11       | 0       | 4           | 0          | -            | -            | -            | -            | 11       | 0      | 4           | 0          |
| E. Nastos      | 18       | 0       | 1           | 0          | 2            | 0            | 0            | 0            | 20       | 0      | 1           | 0          |
| F. Scardina    | 35       | 3       | 3           | 0          | 2            | 1            | 0            | 0            | 37       | 4      | 3           | 0          |
| A. Tecchio     | -        | -       | -           | -          | -            | -            | -            | -            | -        | -      | -           | -          |
| E. Terranova   | 20       | 2       | 2           | 1          | 0            | 0            | 0            | 0            | 20       | 2      | 2           | 1          |
| A. Bernardini  | 14       | 3       | 3           | 0          | -            | -            | -            | -            | 14       | 3      | 3           | 0          |
| A. Giacomini   | 8        | 0       | 0           | 1          | 2            | 0            | 0            | 0            | 10       | 0      | 0           | 1          |
| N. Gorobsov    | 1        | 0       | 0           | 0          | -            | -            | -            | -            | 1        | 0      | 0           | 0          |
| L. Helguera    | 36       | 0       | 7           | 0          | 2            | 0            | 0            | 0            | 38       | 0      | 7           | 0          |
| M. Marchesetti | 12       | 0       | 0           | 0          | -            | -            | -            | -            | 12       | 0      | 0           | 0          |
| S. Masiello    | 39       | 4       | 3           | 1          | -            | -            | -            | -            | 39       | 4      | 3           | 1          |
| P. Morosini    | 34       | 1       | 10          | 1          | 2            | 0            | 1            | 0            | 36       | 1      | 11          | 1          |
| G. Passiglia   | 10       | 0       | 1           | 0          | -            | -            | -            | -            | 10       | 0      | 1           | 0          |
| G. Perrulli    | 13       | 0       | 1           | 0          | -            | -            | -            | -            | 13       | 0      | 1           | 0          |
| C. Raimondi    | 37       | 2       | 10          | 1          | 2            | 1            | 0            | 0            | 39       | 3      | 10          | 1          |
| L. Rigoni      | 15       | 2       | 6           | 1          | 2            | 0            | 2            | 0            | 17       | 2      | 8           | 1          |
| N. Rigoni      | 2        | 0       | 0           | 0          | 0            | 0            | 0            | 0            | 2        | 0      | 0           | 0          |
| N. Zanini      | 1        | 0       | 0           | 0          | 0            | 0            | 0            | 0            | 1        | 0      | 0           | 0          |
| A. Capone      | 33       | 6       | 4           | 0          | 1            | 0            | 0            | 0            | 34       | 6      | 4           | 0          |
| S. Cavalli     | -        | -       | -           | -          | 2            | 0            | 0            | 0            | 2        | 0      | 0           | 0          |
| N. Dal Bosco   | 5        | 0       | 0           | 0          | -            | -            | -            | -            | 5        | 0      | 0           | 0          |
| D. Matteini    | 17       | 5       | 7           | 0          | -            | -            | -            | -            | 17       | 5      | 7           | 0          |
| M. Minesso     | 2        | 0       | 0           | 0          | -            | -            | -            | -            | 2        | 0      | 0           | 0          |
| S. Schwoch     | 28       | 4       | 8           | 0          | -            | -            | -            | -            | 28       | 4      | 8           | 0          |
| M. Serafini    | 18       | 0       | 4           | 1          | 2            | 0            | 1            | 0            | 20       | 0      | 5           | 1          |
| F. Sforzini    | 14       | 2       | 2           | 0          | 2            | 0            | 0            | 0            | 16       | 2      | 2           | 0          |
| R. Zampagna    | 16       | 6       | 4           | 0          | -            | -            | -            | -            | 16       | 6      | 4           | 0          |